# Kentuckygelbkehlchen
Das Kentuckygelbkehlchen (Geothlypis formosa, Syn.: Oporornis formosus) oder der Kentuckywaldsänger ist ein kleiner insektenfressender Vogel aus der Gattung der Gelbkehlchen (Geothlypis) in der Familie der Waldsänger (Parulidae).

## Merkmale
Der Kentuckygelbkehlchen hat oberseits meist ein olivgrünes Federkleid und auf der Unterseite ein gelbes. Beide Geschlechter besitzen eine schwarze Krone. Ein Unterscheidungsmerkmal zwischen Männchen und Weibchen sind die Schwarzanteile im Gesicht. Bei dem Weibchen sind geringere stumpfere schwarze Gefiederfärbungen vorzufinden als bei dem Männchen. Ihre Beine haben eine rosafarbene Farbe.

## Ernährung
Der Kentuckygelbkehlchen ernährt sich überwiegend von Insekten. Im Winter erweitert er seinen Speiseplan um Früchte. Selten werden Sämereien gefressen.

## Fortpflanzung
Die Fortpflanzungszeit ist von Mai bis Juni. Das Gelege besteht aus drei bis sechs weißen oder cremefarbenen, grau bis braun gesprenkelten Eiern in einem Nest, das versteckt in der dichten Vegetation unter einem Strauch oder im hohen Gras gebaut wird. Die Eier werden ohne Mithilfe des Männchens von dem Weibchen in zwölf bis dreizehn Tagen ausgebrütet. Die Küken verlassen nach etwa zehn Tagen das Nest. Als Brutschmarotzer legt der Braunkopf-Kuhstärling (Molothrus ater) bei Gelegenheit seine Eier in das Nest des Kentuckywaldsängers.

## Vorkommen
Der Kentuckygelbkehlchen brütet in feuchten Lebensräumen wie Sümpfen und Wäldern im Südosten von Nordamerika, vom Südosten in Nebraska, südlich in Iowa und Wisconsin bis in den Südwesten von Connecticut. Südlich davon befinden sich seine Brutgebiete in Texas und Florida. Im Winter zieht er unter anderem in den Norden von Kolumbien und in den Nordwesten von Venezuela.